# Ali Beratlıgil
Ali Beratlıgil (prononcé [a:li bɛɾɑtlɯgil], né le 21 octobre 1931 à İzmit en Turquie et mort le 1er février 2016 à Bursa) est un joueur international et entraîneur turc de football.

## Biographie
En tant que joueur, il a été formé par le İzmit Kâğıtspor, avant d'évoluer successivement pour les clubs du Galatasaray, de l'Alibeyköyspor, de l'İstanbulspor, ainsi qu'au Feriköy SK.
Après sa carrière de joueur, il en entame une d'entraîneur et pris la tête de nombreux clubs turcs, comme ceux du Samsunspor, du Tarsus İdman Yurdu, du Mersin İdman Yurdu, du Gaziantepspor, de Kocaelispor, du Sariyer Gençlik Kulübü, de son ancien club en tant que joueur du Feriköy, du Fatih Karagümrük SK, de l'Eyüpspor, du Manisaspor, ainsi que du Çanakkale Dardanelspor AS.